# Modena FC
A Modena FC egy másodosztályú olasz labdarúgóklub. Székhelye Modena. A klubot 1912-ben alapították. Jelenleg a másodosztályban szerepelnek, ahol a legutóbbi szezonban a 16. helyet szerezték meg. Legutóbb 2004-ben estek ki az élvonalból, ekkor szerepeltek ott utoljára. A csapat színei a sárga és a kék.

## Jelenlegi keret
2009. február 11. szerint.
| #  |         | Poszt | Név                                         |
| -- | ------- | ----- | ------------------------------------------- |
| 2  | FRA     | V     | Mahamet Diagouraga (Kölcsönben a Chievótól) |
| 3  | COL     | KP    | Jorge Bolaño                                |
| 4  | ITA     | KP    | Raffaele Longo                              |
| 5  | GER     | KP    | Giuseppe Gemiti                             |
| 6  | ITA     | V     | Luca Ungari                                 |
| 7  | FRA     | CS    | Jonathan Biabiany (Kölcsönben az Intertől)  |
| 8  | ITA     | KP    | Alex Pinardi                                |
| 9  | ITA     | CS    | Salvatore Bruno                             |
| 10 | ITA     | KP    | Michele Troiano                             |
| 11 | ITA     | CS    | Andrea Catellani (Kölcsönben a Cataniától)  |
| 12 | ITA     | K     | Marco Silvestri                             |
| 13 | ITA     | V     | Simone Gozzi                                |
| 14 | ITA     | CS    | Giorgio Russo                               |
| 15 | ITA     | KP    | Antonio Scrò                                |
| 16 | ITA     | KP    | Massimiliano Marsili (Kölcsönben a Romától) |
| 17 | POR     | KP    | Pedro Oliveira                              |
| 18 | Tunézia | KP    | Ahmed Guilouzi                              |

| #  |                  | Poszt | Név                                            |
| -- | ---------------- | ----- | ---------------------------------------------- |
| 20 | ITA              | KP    | Cris Gilioli                                   |
| 21 | ITA              | V     | Paolo Ricchi                                   |
| 22 | ITA              | V     | Ivan Artipoli (Kölcsönben a Laziózól)          |
| 23 | ITA              | KP    | Juri Tamburini                                 |
| 24 | ITA              | CS    | Francesco Stanco                               |
| 28 | ITA              | V     | Stefano Lombardi                               |
| 29 | ITA              | V     | Daniele Gasparetto (Kölcsönben az Atalantától) |
| 30 | Elefántcsontpart | CS    | Jean Romaric Kevin Koffi                       |
| 32 | ITA              | KP    | Daniele Amerini                                |
| 32 | ITA              | V     | Daniele Daino                                  |
| 33 | ITA              | V     | Giuseppe Cardone                               |
| 50 | ITA              | V     | Armando Perna                                  |
| 76 | ITA              | CS    | Enrico Fantini                                 |
| 77 | ITA              | KP    | Domenico Giampà                                |
| 78 | ITA              | K     | Giorgio Frezzolini                             |
| 86 | ITA              | V     | Claudio Cola                                   |
| 88 | ITA              | K     | Paolo Castelli                                 |

## Ismertebb játékosok
- Marco Ballotta
- Giuseppe Baresi
- Renato Braglia
- Renato Brighenti
- Enrico Chiesa
- Cristiano Doni
- Asamoah Gyan

## Külső hivatkozások
- A klub hivatalos honlapja